# Ljubov' Aksënova
Ljubov' Pavlovna Aksënova (in russo Любовь Павловна Аксёнова?; Mosca, 15 marzo 1990) è un'attrice russa nota per il ruolo di Julija Pčëlkina in Major Grom - Il medico della peste.

## Biografia
Aksënova è nata a Mosca. Ha studiato all'Istituto russo di arti teatrali. Nel 2012 ha fatto il suo debutto cinematografico.

## Carriera
Ha fatto il suo debutto come attrice nel 2009, recitando in diversi episodi delle serie Detectives e Trace.
Nel 2011, ha recitato nella serie televisiva Univer. Nuovo dormitorio. Nello stesso anno, dopo aver girato la serie televisiva Closed School, dove ha interpretato uno dei ruoli chiave, l'attrice è diventata riconoscibile e richiesta. Nel 2012 ha interpretato uno dei ruoli principali nel lungometraggio Rasskazy, che le ha aperto la strada al grande cinema.
Nel 2017, l'attrice ha recitato nel film Salyut 7. Nel 2018-2019. Tra i suoi lavori ci sono ruoli nei film Beyond the Edge, The Perfect Ones e Coma.
Nel 2021 ha recitato nei ruolo di Julija Pčëlkina in Major Grom - Il medico della peste 

## Filmografia

### Cinema
- Rasskazy (Рассказы), regia di Mikhail Segal (2012)
- Love Does Not Love (Любит не любит), regia di Klim Šipenko (2014)
- Guardians of the Night (Ночные стражи), regia di Emilis Velivis (2016)
- Have Fun, Vasya! (Гуляй, Вася!), regia di Roman Karimov (2017)
- Salyut 7 (Салют-7), regia di Klim Šipenko (2017)
- Beyond the Edge - i maestri dell'illusione (Za graňju realnosti), regia di Aleksandr Boguslavskiy e Francesco Cinquemani (2018)
- Bez menja (Без меня), regia di Kirill Pletnёv (2018)
- Coma (Кома), regia di Nikita Argunov (2019)
- Glubže! (Глубже!), regia di Michail Segal (2020)
- Have Fun, Vasya! Date in Bali (Веселись, Вася! Даты на Бали), regia di Roman Karimov (2021)
- Major Grom - Il Medico della peste (Майор Гром: Чумной Доктор), regia di Oleg Trofim (2021)
- Nefutbol (Нефутбол), regia di Maksim Svešnikov (2021)
- Chinovnik, regia di Vladimir Motashnev (2021)
- Lo schiaccianoci e il flauto magico (Щелкунчик и волшебная флейта), regia di Georgi Gitis (2022) - voce

### Televisione
- Detectives (Детективы)- serie TV, (2009)
- Trace (След) - serie TV, 32 episodi (2009)
- Univer. New Dorm (Униве́р. Новая общага) - serie TV, (2011)
- Closed School (Закры́тая шко́ла) - serie TV, (2011)
- The Day After (Вы́жить по́сле) - serie TV, (2013)
- Hugging the Sky (Обнимая небо) - serie TV, (2014)
- Silven Spoon (Сильвен Спун) - serie TV, 41 episodi (2016)
- The Road to Calvary (Дорога на Голгофу) - serie TV, 12 episodi (2017)
- The Mutiny (Мятеж) - serie TV, (2018)
- Gold Diggers (Содержа́нки) - serie TV, 24 episodi (2020)
- Nastya, Cheer Up! (Настя, поднимай настроение!) - serie TV, (2020)
- Triada (Триада) - serie TV, (2020)
- Former (Бы́вшие) - serie TV, (2021)
- Kidney (Почка) - serie TV, (2022)